# 811 Nauheima
Nauheima (asteroide 811) é um asteroide da cintura principal, a 2,6757611 UA. Possui uma excentricidade de 0,0757905 e um período orbital de 1 799,33 dias (4,93 anos).
Nauheima tem uma velocidade orbital média de 17,50468497 km/s e uma inclinação de 3,13615º.
Este asteroide foi descoberto em 8 de Setembro de 1915 por Max Wolf.